# Polizia Ausiliaria Lettone
La Polizia Ausiliaria Lettone fu una formazione paramilitare formata da volontari lettoni, creata dalle autorità naziste tedesche occupanti nel giugno 1941. Faceva parte della Schutzmannschaft (Shuma), la polizia organizzata dai tedeschi nei territori occupati e subordinata all'Ordnungspolizei (Orpo). Alcune unità della polizia ausiliaria lettone furono coinvolte nell'Olocausto: in particolare, una delle sue unità, il Commando Arājs, fu nota per aver ucciso 26 000 civili durante l'occupazione, per lo più ebrei, ma anche comunisti e rom.
Oltre alla polizia regolare, in genere di pattuglia nelle città e nei villaggi, furono formati altri 30 battaglioni di polizia. Queste unità mobili svolsero i compiti di guardia degli obiettivi strategici o di costruzione delle fortificazioni, parteciparono alle operazioni contro i partigiani e combatterono sul fronte orientale.

## Formazione delle unità
Le forze di polizia ausiliarie furono costituite principalmente da coloro che avevano prestato servizio nella polizia lettone, nell'esercito e nell'organizzazione della milizia prima dell'occupazione sovietica del 1940 e che erano stati esautorati dai sovietici. Entro la prima settimana dell'occupazione tedesca, Franz Walter Stahlecker, leader dell'Einsatzgruppe A, incaricò il tenente colonnello Voldemārs Veiss di organizzare una forza di polizia che operasse sotto il comando delle SS. Una delle prime unità formate nacque a Daugavpils, città raggiunta dalle forze tedesche il 28 giugno 1941, sei giorni dopo il lancio dell'Operazione Barbarossa: Roberts Bluzmanis fu nominato capo della polizia ausiliaria lettone di Daugavpils.
Una forza di polizia ausiliaria fu creata a Riga sotto gli auspici nazisti il 3 luglio 1941, guidata dal capitano lettone Pēterson. Secondo un rapporto tedesco del 16 luglio 1941, questa unità ausiliaria contò 240 uomini in sei distretti di polizia, con alcuni membri assegnati al lavoro di Kriminalpolizei (KriPo) e Sicherheitspolizei (SiPo).
La polizia ausiliaria lettone fu solitamente incaricata dell'arresto degli ebrei e dello scavo delle fossecomuni. Una delle più famigerate di queste esecuzioni fu la strage di Liepāja del 12 dicembre 1941. Qui, come nel caso delle piccole città, fu coinvolta direttamente la polizia ausiliaria lettone, partecipando all'arresto degli ebrei e contribuendo con un plotone di esecuzione a Šķēde.
Il primo battaglione di polizia Schutzmannschaft fu creato nel settembre 1941 e inviato sul fronte orientale il 21 ottobre. Il secondo battaglione di polizia lettone partì alla volta della Bielorussia il 28 dicembre 1941. Il terzo fu inviato sul fronte di Leningrado il 30 marzo 1942, ma in realtà arrivò in prima linea a luglio. Il fronte intorno a Leningrado fu tenuto non solo da tedeschi e finlandesi, ma anche da norvegesi, olandesi, danesi, belgi, lituani, estoni e dalla divisione blu spagnola. In poco tempo al 21º battaglione si unì un altro battaglione lettone il cui comandante, il capitano Praudiņš, fu presto arrestato per commenti anti-tedeschi, condannato a morte da un tribunale militare tedesco e salvato dalle vigorose proteste dell'amministrazione lettone. Praudiņš fu privato del suo grado e tornò al fronte come soldato; successivamente riguadagnò il suo grado e comandò un reggimento lettone in Curlandia nel 1945 ricevendo diverse decorazioni tedesche di alto livello.
Secondo Il Guardian:

## Battaglioni di polizia

### Attività
Nel luglio 1942, il 22º battaglione Daugava e il 272° Daugavgrīva furono inviati a Varsavia dove svolsero diversi compiti di guardia sul perimetro esterno del ghetto di Varsavia. Il 22º battaglione partecipò anche nel trasporto dei convogli di detenuti dal ghetto al campo di sterminio di Treblinka. Nel febbraio-marzo 1943, otto battaglioni lettoni presero parte all'operazione Winterzauber vicino al confine tra Bielorussia e Lettonia, provocando l'incendio di 439 villaggi, da 10 000 a 12 000 morti, con oltre 7 000 prigionieri messi ai lavori forzati o imprigionati nel campo di concentramento di Salaspils.
Nel 1943, ci furono 29 battaglioni di polizia lettoni sparsi in tutta l'Unione Sovietica occupata dai tedeschi, da Leningrado alla Crimea. Ad esempio, il 17º Battaglione combatté a Kharkov, il 23° in Crimea. Nel 1944, la forza di occupazione in collaborazione con la gestione lettone, formò un totale di 33 battaglioni di polizia ausiliari. 

### Rapporti con i tedeschi
I battaglioni di polizia furono scarsamente armati: a volte dovettero persino rubare le armi dai depositi dei rifornimenti tedeschi. Per migliorare la potenza di fuoco del 26º battaglione, il caporale Žanis Butkus dissotterrò le armi che aveva catturato a capo di un gruppo di partigiani nel giugno e luglio 1941 e che aveva nascosto ai tedeschi. 
Non tutto il servizio di polizia fu svolto in prima linea e le azioni nelle retrovie portarono spesso in conflitto lettoni e tedeschi. I lettoni non avevano alcun desiderio di combattere contro i partigiani nazionali (polacchi, ucraini, ecc.) in armi sia contro i tedeschi che contro i sovietici. Ad esempio, i battaglioni lettoni di stanza per un po' vicino a Vilnius stabilirono comunicazioni segrete con i partigiani polacchi e accettarono di non attaccarsi a vicenda (quando i polacchi scambiarono una compagnia lettone per tedeschi e li attaccarono, in seguito si scusarono). Un battaglione dall'altro lato dell'ex confine lettone-polacco impedì all'SD tedesco di raccogliere e inviare delle donne polacche in Germania nel settembre 1943.

### Ristrutturazione
Nel 1942, il 19º e il 21º battaglione di polizia lettone furono assegnati alla 2ª brigata di fanteria delle SS. La brigata fu una formazione internazionale comprendente anche legioni volontarie olandesi, fiamminghe e norvegesi. Impressionato dalla condotta dei battaglioni lettoni, Heinrich Himmler cambiò la 2ª brigata di fanteria delle SS in una brigata lettone e allo stesso tempo gettò le basi per una divisione lettone.
Gli esistenti 18º, 24º e 26º battaglione di polizia lettone in servizio sul fronte di Leningrado furono usati per formare il 2º reggimento di volontari delle SS. Furono quindi inviati per l'addestramento a Krasnoye Selo, dove Himmler aggiunse alla brigata il 16º battaglione di polizia lettone a febbraio. Il 18 maggio 1943, questi battaglioni lettoni insieme agli altri tre battaglioni della legione lettone furono incorporati nella 2ª brigata di fanteria delle SS e ribattezzata come 2ª brigata lettone delle SS (poi 19ª divisione Waffen Grenadier delle SS, cioè 2ª lettone).
Il 1º agosto 1943 quattro battaglioni (278º Sigulda, 278º Dobele, 276º Kuldīga e 312º) furono incorporati nel 1º reggimento di polizia di Riga, il Lettisches Freiwilligen Polizei Regiment 1 Riga. Nel febbraio 1944 vennero formati altri due reggimenti: il 2º Liepāja (dal 22º Daugava, 25º Abava, 313º e 316º battaglione) e il 3º Cēsis (dal 317º, 318º e 321º battaglione). Dal luglio 1944, tutti e tre i reggimenti furono coinvolti in battaglie vicino a Daugavpils dove subirono pesanti perdite. Altri sei battaglioni (20º, 23º, 267º, 269º, 322º e 271º) continuarono a combattere nella Sacca di Curlandia fino alla capitolazione.

## Attività del dopoguerra
È stato riferito della presenza di ex membri della polizia ausiliaria lettone negli Stati Uniti sfuggiti ai processi per crimini di guerra. Tra questi Edgars Inde, che si dice abbia nascosto la sua partecipazione ai crimini di guerra quando arrivò negli Stati Uniti nel 1949 e chiese la naturalizzazione: il sig. Inde, divenuto cittadino nel 1955, negò l'accusa.